# 1. deild 1971
La 1. deild 1971 fu la 60ª edizione della massima serie del campionato di calcio islandese disputato tra il 22 maggio e il 12 settembre 1971 e conclusa con la vittoria del Keflavík, al suo terzo titolo.
Capocannoniere del torneo fu Steinar Johansson (Keflavík) con 13 reti.

## Formula
Come nella stagione precedente le squadre partecipanti furono otto e si incontrarono in un turno di andata e ritorno per un totale di quattordici partite.
L'ultima classificata retrocedette in 2. deild karla.
Le squadre qualificate alle coppe europee furono tre: i campioni alla Coppa dei Campioni 1972-1973, la seconda alla Coppa UEFA 1972-1973 e i vincitori della coppa nazionale alla Coppa delle Coppe 1972-1973.

## Squadre partecipanti
| Club       | Città          | Stadio | Posizione 1970     |
| ---------- | -------------- | ------ | ------------------ |
| Fram       | Reykjavík      |        | 2°                 |
| KR         | Reykjavík      |        | 4°                 |
| Valur      | Reykjavík      |        | 5°                 |
| ÍBV        | Vestmannaeyjar |        | 7°                 |
| ÍBA        | Akureyri       |        | 6°                 |
| Keflavík   | Keflavík       |        | 3°                 |
| ÍA         | Akranes        |        | Campione d'Islanda |
| Breiðablik | Kópavogur      |        | 2. deild           |

## Classifica finale
|                    | Pos. | Squadra    | Pt | G  | V | N | P | GF | GS | DR  |
| ------------------ | ---- | ---------- | -- | -- | - | - | - | -- | -- | --- |
| Islanda (bandiera) | 1.   | Keflavík   | 20 | 14 | 8 | 4 | 2 | 32 | 17 | +15 |
|                    | 2.   | ÍBV        | 20 | 14 | 9 | 2 | 3 | 37 | 19 | +18 |
|                    | 3.   | Fram       | 15 | 14 | 7 | 1 | 6 | 29 | 25 | +4  |
|                    | 4.   | ÍA         | 14 | 14 | 6 | 2 | 6 | 27 | 27 | 0   |
|                    | 5.   | Valur      | 14 | 14 | 6 | 2 | 6 | 24 | 25 | -1  |
|                    | 6.   | Breiðablik | 10 | 14 | 4 | 2 | 8 | 12 | 31 | -19 |
|                    | 7.   | KR         | 10 | 14 | 3 | 4 | 7 | 13 | 20 | -7  |
|                    | 8.   | ÍBA        | 9  | 14 | 4 | 1 | 9 | 21 | 31 | -10 |

Legenda:
      Ammesso alla finale
      Ammesso alla Coppa delle Coppe
      Ammesso alla Coppa UEFA
      Retrocesso in 2. deild karla
Note:
Due punti a vittoria, uno a pareggio, zero a sconfitta.

### Spareggio scudetto
| Keflavík | 4 – 0 | ÍBV |

### Verdetti
- Keflavík Campione d'Islanda 1971 e qualificato alla Coppa dei Campioni
- Víkingur qualificato alla Coppa delle Coppe
- ÍBV qualificato alla Coppa UEFA
- ÍBA retrocesso in 2. deild karla.